# Хоффман, Клаус
Клаус Хоффман (26 марта 1951 года) — немецкий поэт, бард и актёр.

## Биография
Родился в Берлине[уточнить]. Начало карьеры приходится на конец 1960-х, когда Хоффман начал писать и исполнять свои песни в берлинских клубах. В 1968 году совершил путешествие в Афганистан. В 1970 году поступил в актерскую школу Макса Рейнхардта. Параллельно с учёбой Хоффман продолжает активно писать песни, а в 1974 году выпускает первый альбом.
Играет в театре и кино, снимается в таких фильмах, как «Змеиное яйцо» Ингмара Бергмана и телевизионная постановка «Дамы с камелиями» (1978) Тома Телле. Известность у широкой публики Хоффман получает после исполнения заглавной роли в фильме «Новые страдания юного В.» по произведению Ульриха Пленцдорфа.

## Творчество
Хоффман известен прежде всего как исполнитель песен бельгийского шансонье Жака Бреля, переложенных на немецкий язык. По словам самого Хоффмана, музыка Бреля помогла ему вырваться из родного дома и обывательской жизни.
Тесно дружит с другим выдающимся немецким музыкантом и бардом Райнхардом Маем.